# Giorgio Benvenuto
Giorgio Benvenuto (Gaeta, 8 de desembre de 1937), és un sindicalista i polític italià.
Va ser elegit com a secretari general de la Unió Italiana del Treball entre 1976 i 1992.
El 1993 després de la dimissió de Bettino Craxi va passar a dirigir el Partit Socialista Italià. El 1994 es va presentar com a candidat a les eleccions generals pel Partit Popular Italià.